# 伊爾敦
伊爾敦（？—？），字学士、学實，费莫氏，满洲镶红旗人。康熙甲午举人，戊戌进士。

## 生平履历
- 康熙五十七年，翰林院庶吉士；
- 康熙六十年，任翰林院编修；
- 雍正年间任詹事府少詹事、日讲起居注官、翰林院侍讲学士、内阁学士。[1]

## 家族
根据《八旗满洲氏族通譜》卷四十四记载：“南濟蘭，镶红旗人，世居布勒哈图地方...授骑都尉，初编佐领...曾孙郭礼，原任云南贵州总督...四世孙伊爾敦，原任内阁学士兼礼部侍郎...”